# جنيهان (عملة بريطانية)

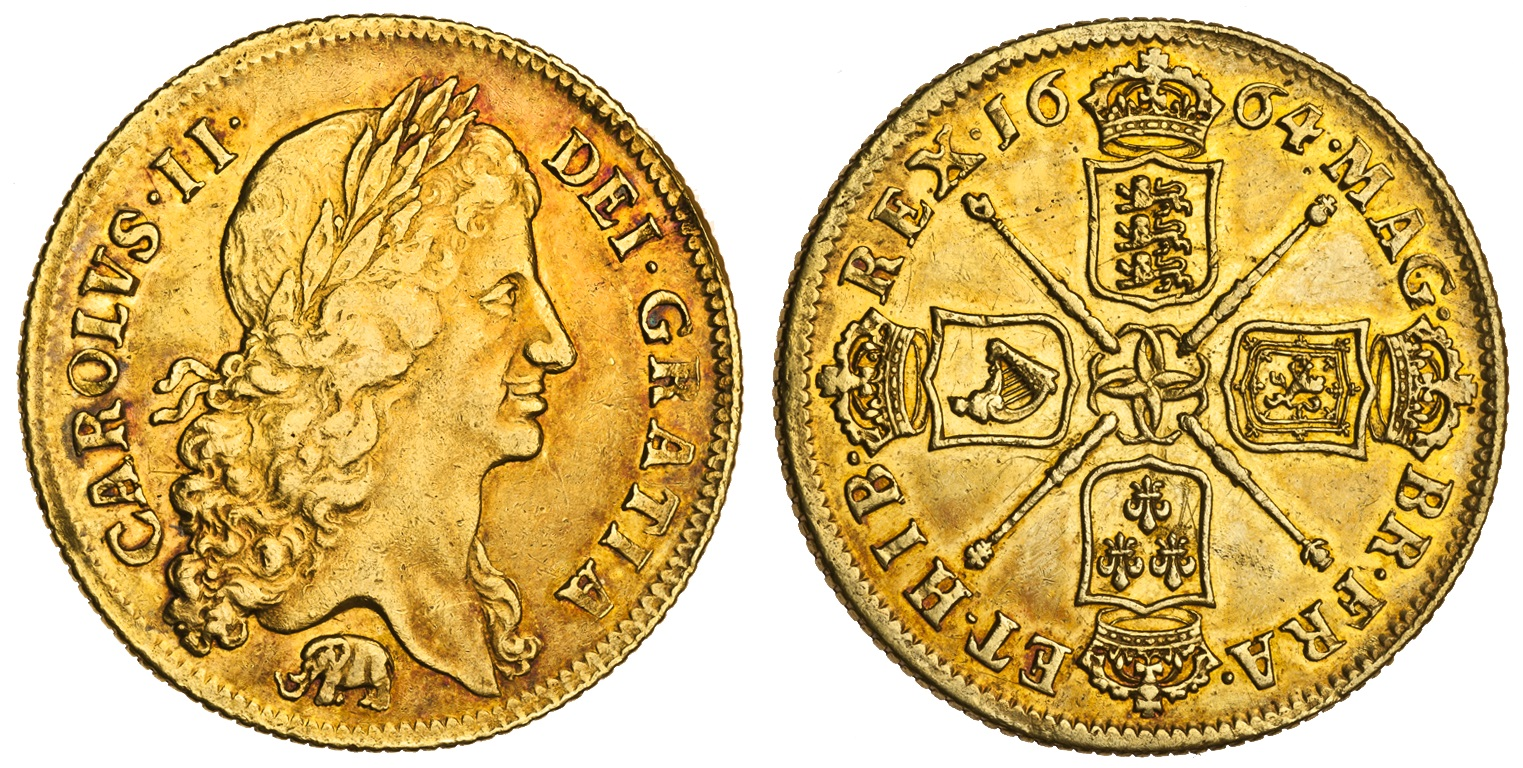
تشارلز الثاني، جنيهان، 1664، مضروبة من سبائك الذهب التي قدمتها شركة رويال أفريكان. بإذن من شركة سبينك آند صن المحدودة.

كانت قطعة الجنيهين عبارة عن عملة ذهبية سكت لأول مرة في إنجلترا عام 1664 بقيمة اسمية تبلغ أربعين شلنًا. إن مصدر الذهب المستخدم، هو الذي أعطى العملة اسمها - "الجنيه"، مع الإضافة المنتظمة لرمز الفيل أو القلعة على الإصدارات الأولى للإشارة إلى السبائك التي قدمتها شركة رويال أفريكان. في معظم فترة إنتاجها، كان وزن العملة يتراوح بين 16.7 و16.8 جرامًا وكان قطرها 31-32 مليمترًا، على الرغم من أن أقدم عملات تشارلز الثاني كانت حوالي 0.1 أخف وزناً بمقدار غرام وأصغر بمقدار 1 مليمتر.
إنتجت عملة الجنيهين في أعوام 1664 و1665 (ربما عملة واحدة فقط) و1669 و1673 و1675-1684 شاملة؛ وحتى عام 1669 كانت حدود الوزن 16.6-16.8 غرامًا، بعد ذلك 16.5-16.7 غرام. صمم الوجه والظهر لهذه العملة المعدنية بواسطة جون رويتيرز. كان الوجه الأمامي يظهر تمثالًا نصفيًا جميلًا متجهًا إلى اليمين للملك يرتدي إكليل الغار، محاطًا بالأسطورة CAROLVS II DEI GRATIA، بينما أظهر الوجه الخلفي أربعة دروع متوجة على شكل صليب تحمل شعارات إنجلترا واسكتلندا وفرنسا وأيرلندا، بينها أربعة صولجانات، وفي الوسط أربعة أحرف "C" مترابطة، محاطة بالنقش MAG BR FRA ET HIB REX [التاريخ]. كانت العملة المعدنية تعتبر رقيقة للغاية بحيث لا يمكن أن تحتوي على نقش على الحافة مثل عملة Five Guineas المعاصرة الأكبر حجمًا، ولكنها لا تزال تتطلب حافة مطحونة لردع المزورين عن مجرد طلاء عملات نصف تاج الفضية المعاصرة بالذهب بالإضافة إلى قص أو برد وزن العملة. حتى عام 1668، كان الطحن عموديًا على العملة المعدنية، مما يوفر أخاديدًا رأسية واضحة، ومع ذلك، بدءًا من عام 1669 فصاعدًا، أصبح الطحن ذو حبيبات مائلة.
واصل جون رويتيرز نقش القوالب لهذه الفئة في عهد الملك جيمس الثاني. في هذا العهد، بلغ وزن العملات المعدنية 16.7 غرامًا، ولم تسك إلا في عامي 1687 و1688. بحلول الجزء الأول من هذا الحكم ارتفعت قيمة الجنيه إلى ما يقرب من ثلاثين شلنًا. في هذا العهد، كان رأس الملوك متجهًا إلى اليسار، ومحاطًا بنقش IACOBUS II DEI GRATIA، في حين كان الوجه هو نفسه كما في عهد تشارلز الثاني باستثناء حذف الأحرف "C" المترابطة في وسط العملة. تطحن حافة العملات المعدنية بشكل قطري.

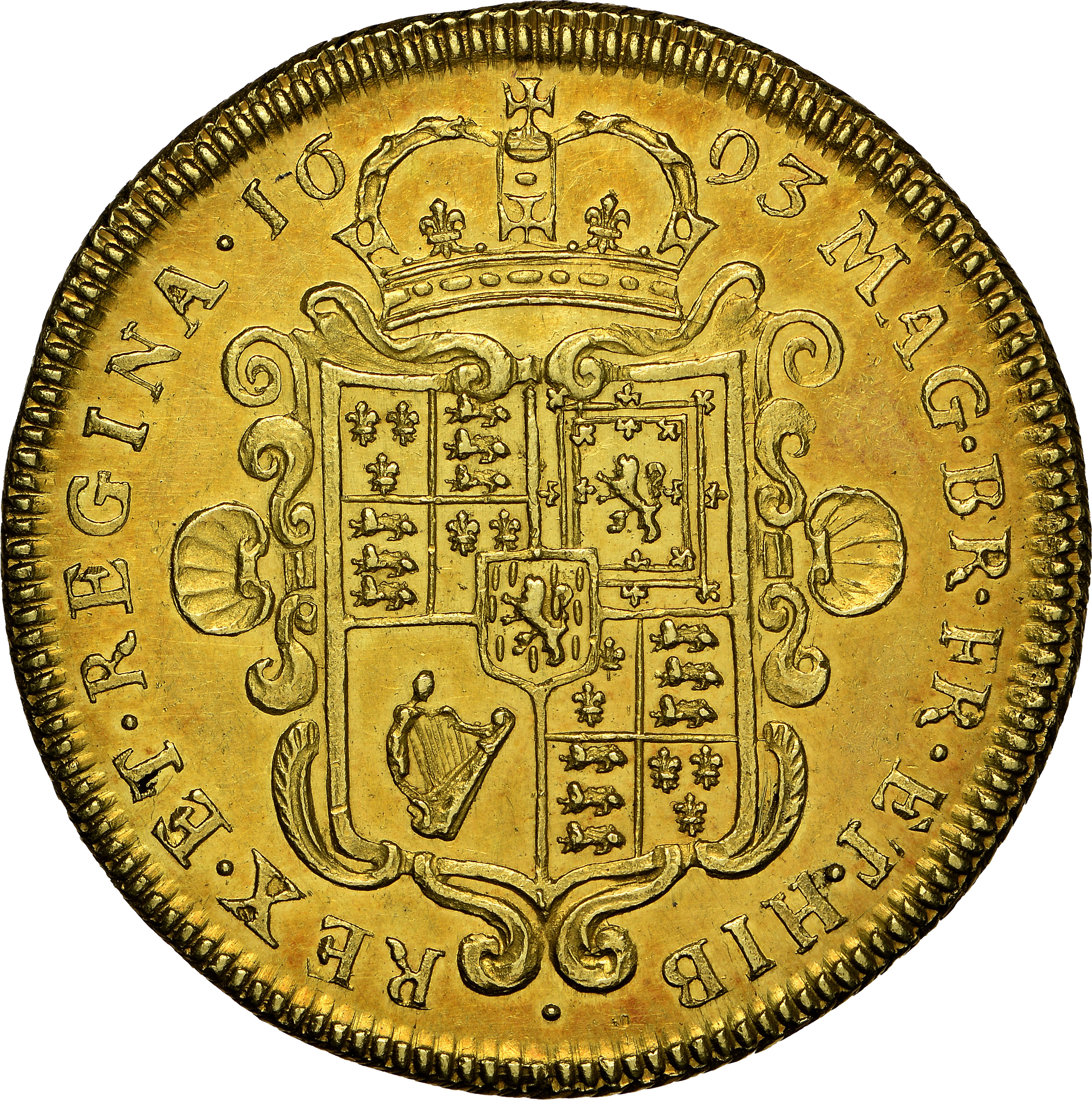
الوجه الخلفي يصور اعتماد تصميم الدرع الملكي المتوج. بإذن من شركة سبينك آند صن المحدودة

مع إزالة جيمس الثاني في الثورة المجيدة عام 1688، حكمت ابنته ماري وزوجها الأمير ويليام من أورانج بشكل مشترك بالاتفاق كملكين مشاركين. تظهر رؤوسهم متصلة على قطعة الجنيهين على الطراز الروماني، مع رأس ويليام في الأعلى، مع الأسطورة GVLIELMVS ET MARIA DEI GRATIA. في انحراف عن العهود السابقة، تميز الجانب الخلفي بتصميم جديد تمامًا لدرع كبير متوج يحمل شعارات فرنسا في الربع الأول، واسكتلندا في الربع الثاني، وأيرلندا في الربع الثالث، وإنجلترا في الربع الرابع، وكانت المجموعة بأكملها تحتوي على درع صغير في الوسط يحمل أسد ناسو الجامح؛ تقرأ الأسطورة الموجودة على الوجه MAG BR FR ET HIB REX ET REGINA التاريخ. كان وزن العملة المسموح به في هذا العهد 16.7-16.8 غرام. من المحتمل أن عملة الجنيهين التي صدرت في هذا العهد كانت من عمل جيمس و/أو نوربرت روتييه، وباستثناء إصدار نادر في عام 1691، لم تنتج إلا في عامي 1693 و1694.
بعد وفاة الملكة ماري بمرض الجدري عام 1694، استمر ويليام في الحكم باسم ويليام الثالث. لم تُصدر عملة الجنيهين إلا عام 1701، ويُرجّح أن يكون تصميمها من عملات يوهان كروكر، المعروف أيضًا باسم جون كروكر، نظرًا لوفاة جيمس روتييه عام 1698 وانتقال شقيقه نوربرت إلى فرنسا عام 1695.

بلغ وزن العملات المعدنية في عهد ويليام الثالث 16.7 غرام. يظهر رأس ويليام مواجهًا لليمين على عملاته المعدنية، مع الأسطورة GVLIELMVS III DEI GRATIA، في حين حكم على التصميم الخلفي لعهد ويليام وماري بأنه غير ناجح، لذلك عاد التصميم إلى التصميم الذي استخدمه تشارلز الثاني وجيمس الثاني، ولكن مع درع صغير مع أسد ناسو في الوسط، مع الأسطورة MAG BR FRA ET HIB REX date. كانت العملة المعدنية ذات حافة قطرية مطحونة.

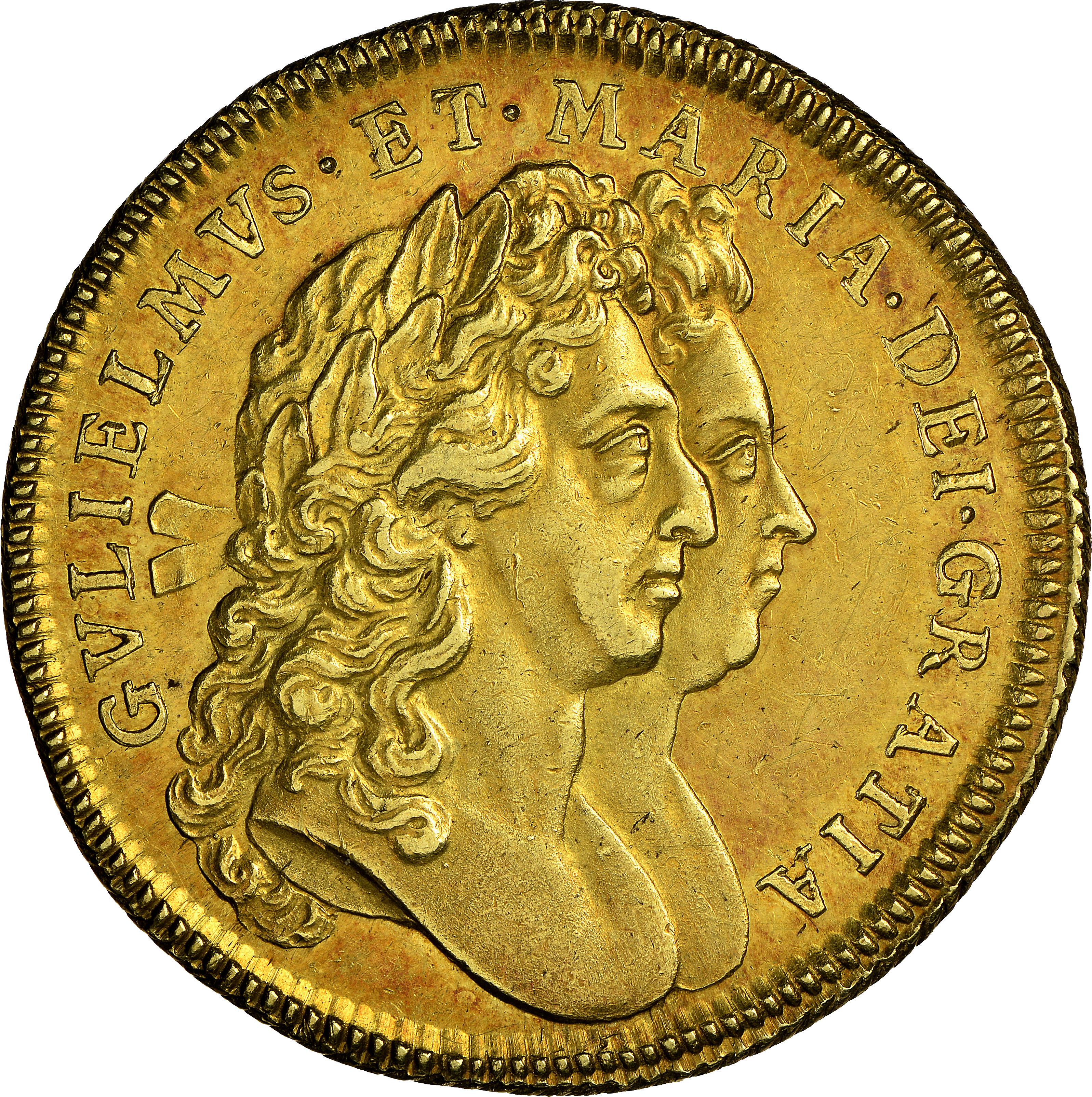
وليام وماري، جنيهان، 1693، يصوران تماثيل نصفية متصلة لحكمهما المشترك. بإذن من شركة سبينك آند صن المحدودة.

لم ينتج عهد الملكة آن (1702-1714) أي عملات معدنية من فئة جنيهين إلا بعد اتحاد إنجلترا واسكتلندا، حيث أنتجت العملات المعدنية في أعوام 1709 و1711 و1713 و1714. يظهر الوجه الأمامي للعملة طوال فترة حكمها صورة الملكة الموجهة إلى اليسار، مع الأسطورة ANNA DEI GRATIA. كان تصميم الوجه الخلفي مشابهًا لتصميم العهد السابق، مع أربعة دروع متقاطعة متوجة تحمل شعارات إنجلترا واسكتلندا، وأيرلندا، وفرنسا، مفصولة بصولجانات ووردة مركزية، والأسطورة MAG BRI FR ET HIB REG التاريخ. مع الاتحاد، تظهر الشعارات الإنجليزية والاسكتلندية متصلة على درع واحد، حيث يكون النصف الأيسر هو الشعارات الإنجليزية والنصف الأيمن هو الشعارات الاسكتلندية، ويصبح ترتيب الشعارات التي تظهر على الدروع إنجلترا واسكتلندا، فرنسا، إنجلترا واسكتلندا، أيرلندا. يظهر في وسط التصميم العكسي نجمة وسام الرباط. حيث تطحن حافة العملة المعدنية بشكل قطري.
في عهد جورج الأول، أصدر الملك إعلانًا ملكيًا في ديسمبر 1717 يقضي بإعادة تعريفة الجنيه بـ 21 شلنًا، ومن ثم تضاعفت إلى اثنين وأربعين شلنًا. في الواقع كانت قيمة الجنيه تتقلب على مر السنين، ما بين عشرين وثلاثين شلنًا، وبالتالي لم يصدر الجنيهين إلا بشكل غير منتظم خلال هذا العهد، وفي الأعوام 1717 و1720 و1726. إنهم يحملون الألقاب المختصرة لسلالة هانوفر الجديدة بالإضافة إلى المطالبات البريطانية والفرنسية والأيرلندية المعتادة. يحمل الوجه الأمامي صورةً للملك متجهةً إلى اليمين مع نقش GEORGIVS DGM BR FR ET HIB REX FD. يتبع الوجه الخلفي نفس التصميم العام السابق، باستثناء أن ترتيب الدروع هو إنجلترا واسكتلندا، ثم فرنسا، ثم أيرلندا، ثم هانوفر، مع نقش BRVN ET L DVX SRIA TH ET EL، والتاريخ هو دوق برونزويك ولونيبورغ، أمين الصندوق وناخب الإمبراطورية الرومانية المقدسة. حافة العملة المعدنية مطحونة بشكل قطري، وكانت العملات المعدنية في هذا العهد تزن 16.8 غرام.
قطعتي الجنيه من عهد الملك جورج الثاني هي آخر قطعة من العملة التي ضربت لإصدارها. وشملت التواريخ التي ضربت في الأعوام 1734، و1735، و1738-1740، و1748، والإصدار الأخير في عام 1753. وزن العملة 16.8 غرام. في الجزء الأول من العهد، كانت حافة العملة المعدنية تُطحن بشكل قطري، ولكن منذ عام 1739، بعد أنشطة عصابة جريئة بشكل خاص من بائعي العملة، الذين خصصت مكافأة لهم، حيث تغير الطحن لإنتاج شكل شيفرون أو رأس سهم.
الوجه الأمامي له تمثال نصفي للملك متجه إلى اليسار (مع "رأس متوسط" في عامي 1739 و1740، ورأس أقدم من عام 1748)، مع الأسطورة GEORGIVS II DEI GRATIA ( GEORGIUS II DEI GRATIA في عامي 1739 و1740)، بينما يتميز الوجه الخلفي بدرع كبير متوج واحد مع أرباع تحتوي على شعارات إنجلترا + اسكتلندا وفرنسا وهانوفر وأيرلندا، والأسطورة MBF ET H REX FDB ET LDSRIAT ET E - ملك بريطانيا العظمى وفرنسا وأيرلندا، المدافع عن الإيمان، دوق برونزويك ولونيبورغ، أمين الصندوق والناخب للإمبراطورية الرومانية المقدسة.
كما تميز عهد جورج الثاني أيضًا بتقديم إصدارات نمطية أو تجريبية من عملة الجنيهين، والتي ضربت من قوالب أٌعدت بعناية وصقلت بشكل كبير. مثال على نمط جون كروكر لعملة الجنيهين لعام 1733، والذي سك قبل إصدار العملة الأولى في عهده، جرى بيعه مؤخرًا مقابل 38000 جنيه إسترليني في مزاد في لندن.

## جورج الثالث (1760–1820)

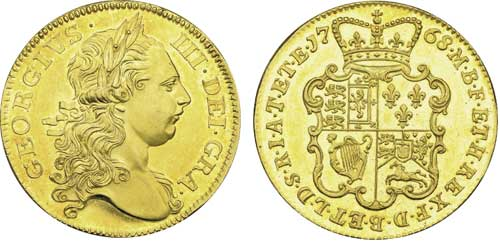
جورج الثالث ، النمط الثاني من الجنيهات، 1768، من تصميم جون سيجيسموند تانر. بإذن من شركة سبينك آند صن المحدودة.

لم تصدر عملة حيث سكت عملتين معدنيتين من غينيا أثناء حكم جورج الثالث، إلا أن دار سك العملة الملكية كانت لا تزال تعمل على إنتاج النسخ والأنماط من العملة تحسبًا للعملات المعدنية المستقبلية. ونتيجة لذلك، أنتج النقاش الرئيسي آنذاك جون سيجيسموند تانر نسخًا تجريبية من العملة المعدنية المقصودة لعام 1768 و1770 و1773، وفي وقت لاحق، أنتج مساعده ريتشارد ييو عملة تجريبية لعام 1777. إنشئت جميعها بكميات صغيرة وهي الآن مطلوبة بشدة من قبل هواة الجمع. الرقم القياسي الحالي للمزاد لعملة غينيا المزدوجة، سواء كانت عملة إصدار أو عملة تجريبية، يحمله نموذج من عام 1768، والذي بيع بأكثر من 120 ألف جنيه إسترليني في نيويورك في يناير 2014.